# Delia madoensis
Delia madoensis este o specie de muște din genul Delia, familia Anthomyiidae, descrisă de Fan în anul 1988. Conform Catalogue of Life specia Delia madoensis nu are subspecii cunoscute.